# کیم هیونگ جون
کیم هیونگ جون(به کره‌ای: 김형준; به انگلیسی:Kim Hyung-jun) متولد ۳ اوت ۱۹۸۷ است.
او یک موسیقی‌دان و جوانترین عضو گروه خوانندگی ss501 در کرهٔ جنوبی است.
وی در کارنامه فعالیت‌های خود اجرای تئاتر موزیکال کافئین (caffeine) را دارد، این موزیکال یک داستان عاشقانه در مورد یک کارگر بی‌باک رستوران و یک پیشخدمت خیلی بادقت است.
کیم هیونگ جون هم چنین فعالیت خوانندگی سولوی خود را در ماه مارس ۲۰۱۱ با انتشار آلبوم my girl آغازکرد.

## زندگی‌نامه

### ۲۰۰۵: آغاز فعالیت
کیم هیونگ جون در ۸ جون ۲۰۰۵ فعالیت خود را به عنوان کوچکترین عضو از گروه SS۵۰۱ آغازکرد که به لقب baby معروف شد.
هیونگ در سال ۲۰۰۶ با بقیه اعضای گروه SS۵۰۱ به غیر از هو یونگ سنگ که در دوران نقاهت جراحی حنجره به سرمی‌برد دوبله فیلم انیمیشینی Pi's Story را انجام داد.
در سال ۲۰۰۸ با شروع مشغله کاری دو عضو دیگر گروه، پارک جونگ مین و کیم هیون جونگ، یونگ سنگ تصمیم‌گرفت پروژه گروه SS۵۰۱ را با دو عضو دیگر یعنی کیم هیونگ جون و کیم کیو جونگ به مرحله اجرا درآورد. آن‌ها آلبوم U R Man را در نوامبر ۲۰۰۸ بیرون دادند و (Because I'm Stupid) موسیقی اصلی سریال پسران فراتر از گل‌ها، را اجرا نمودند این آهنگ جایزه بهترین آهنگ ماه را از سی‌و‌دومین جشنواره Cyworld Digital Music Awards دریافت‌کرد.

### ۲۰۱۰: ترک کمپانی DSP Media
در جون ۲۰۱۰ در پی عدم تمدید قرار داد با کمپانی DSP Media قرارداد جدید خود را با شرکت S-Plus Entertainment در اوت ۲۰۱۰ منعقد نمود.
در ماه دسامبر ٫ هیونگ به همراهی برادر کوچک خود کیم بام به راه‌اندازی شرکت HnB که مخفف (Happy n Bright) است پرداختند. اولین شخصیت تجاری یک خرس با دایره‌های سیاه زیر چشم خود برای کارمندان و کارکنان خسته و کسانی که احاس فشار می‌کنند طراحی‌شد.

### ۲۰۱۱: اجرای انفرادی
در ژانویه ۲۰۱۱، وی با توجه به دریافت پیام خصوصی از آفیشال ژاپنی خود با امضای قرار داد کمپانیه Avex Entertainment فعالیت ژاپنی اش را آغاز کرد. در ۸ مارس ۲۰۱۱ کیم اولین آلبوم انفرادی خود را منتشر کرد ٫ با دو موزیک ویدئویی "oH! aH!" و "Girl". پارک جانگ مین در طول ضبط ویدئوی "Girl" با هیونگ ملاقات کرد. در ۶ آوریل ۲۰۱۱ از دو آهنگ با ورژن ژاپنی خود جایزه گرفت.
در اکتبر ۲۰۱۱ اولین تئاتر موزیکال کمدی دراماتیک خود را ارائه داد و سپس در موزیک ویدئوی "Paparazzi" که خوانندهٔ آن کن می یون است نقشه تقریباً برجسته‌ای داشت.
هیونگ سولو آلبوم جدید خود را در ژوئیه ۲۰۱۲ منتشر کرد.

### ۲۰۱۶: بازگشت دوباره
هیونگ جون قبل از شروع سربازی، به همراه دو عضو هئو یونگ سنگ و کیم کیو جونگ در سال ۲۰۱۶ با عنوان double s 301 که زیر مجموعه‌ای از ss501 است،کامبک دادند و بعد انشار البوم‌های pain و eternal s و eternal D وeternal 5و eternal 0و eternal 1، در آپریل 2017 دوره سربازی خود را آغازکرد. انتظار می‌رود دو عضو دیگر، کیم هیون جونگ و پارک جونگ مین، بعد از اتمام دوران سربازی خود به این سه بپیوندند. آن‌ها به قول خود که بازگشت دوباره بود، عمل کردند.
آن‌ها اولین آلبوم خود را به نام pain منتشر کردن و به انواع بهترین موزیک با ند سال انتخاب شدند.

## آلبوم‌ها
آلبوم‌های انفرادی
- 2007: "Hikari" (光) - Kokoro
- 2008: "(I Am" - U R Man - lyrics by Kim Hyung-Jun (H&B"
- 2009: "Hey G" - مجموعه انفرادی
- ۲۰۰۹: "화성남자 금성여자" (Men from Mars, Women from Venus) - digital single

| سال  | اطلاعات آلبوم | لیست آهنگ‌ها |
| ---- | --- | --- |
| ۲۰۱۱ | "MY GIRL" - زمان انتشار:۸ مارس ۲۰۱۱ - طرف قرارداد:S-Plus Entertainment - قالب:۱ مینی آلبوم - نوع: K-POP - زبان: کره‌ای - فروش:۱۰٬۳۲۲ | 1. (Angel" (feat E-Tribe" 2. "oH! aH!" 3. "Girl" 4. (다른 여자 말고 너" (No Other Woman But You) (feat DOK2" 5. "Heaven" 6. (oH aH" (instrument" 7. (Girl" (instrument" |

## فیلم شناسی
- (Glowing She/Sunshine Girl/My Shining Girl – (۷ ژانویه ۲۰۱۲ – ۱۷ مارس ۲۰۱۲
- (I Love You/Late Blossom – (۱۶ آوریل ۲۰۱۲ – present
- 2006: Pi's Story (Korean version) - Pisces ("Pi") - voice only

## برنامه‌های واریته
- Mnet – M! Countdown with Park Jung Min –: 2005
- M.net – Hello Chat: 2006)
- M.net – Ch 27 알부라리 (ALBRARY Ch 27) –: 2008
- MTV – The M! with Sunny –: 2009)
- MBC Dramanet – 식신원정대 (God of Cookery Expedition): 2009
- SBS – 출발! 녹색황금 (Green Gold) –: 2009)
- MBC – 오밤중의 아이들 (Midnight Idols) with –: 2010
- M.net – Mnet Wide News with Lee Solji: 2011

تلویزیون
- MBC game –: 2010
- MBC game –: 2010
- MBC game –: 2010
- KBS drama –Sunshine Girl: 2012
- SBS drama – I Love You: 2012

موزیکال: (Cafe-in)
2011 : [DVD] Super Star – Black City (2011)